# Neolophonotus struthaulon
Neolophonotus struthaulon är en tvåvingeart som beskrevs av Jason Gilbert Hayden Londt 1987. Neolophonotus struthaulon ingår i släktet Neolophonotus och familjen rovflugor.
Artens utbredningsområde är Namibia. Inga underarter finns listade i Catalogue of Life.